# Bocom Financial Towers
| Dieser Artikel wurde auf der Qualitätssicherungsseite des WikiProjekts Planen und Bauen eingetragen. Dies geschieht, um die Qualität der Artikel aus den Themengebieten Bautechnik, Architektur und Planung auf ein akzeptables Niveau zu bringen. Dabei werden Artikel, die nicht maßgeblich verbessert werden können, möglicherweise in die allgemeine Löschdiskussion gegeben. Hilf mit, die inhaltlichen Mängel dieses Artikels zu beseitigen, und beteilige dich an der Diskussion! |

Die BOCOM Financial Towers (chinesisch 交银金融大厦, Pinyin Jiāoyín Jīnróng Dàshà) sind mit 265 Metern und 50 Etagen einer der höheren Wolkenkratzer in Shanghai. Das Gebäude wurde im Jahr 1999 fertiggestellt und befindet sich im Hochhausbezirk Pudong.